# Arons saga Hjörleifssonar
Arons saga Hjörleifssonar (nórdico antiguo: Arons saga Hjǫrleifssonar) es uno de los libros de la saga Sturlunga, una de las sagas islandesas que narran la historia de la Mancomunidad Islandesa, que relata la vida de Aron Hjörleifsson y su papel en la guerra civil, periodo conocido como Sturlungaöld. La saga se ha fechado hacia 1340 y sobrevive un fragmento de una copia manuscrita del siglo XV (AM 551d beta 4.º), y los primeros textos originales AM 212 fol., AM 426 fol., y AM 399 4.º (conocido como Codex Resenianus). Aron era partidario del obispo Guðmundur Arason, y según la saga uno de los más famosos guerreros de su tiempo. Fue proscrito por el caudillo Sturla Sighvatsson, opositor del obispo, tiempo que dedicó a la peregrinación a Jerusalén y acabando sus días en la corte de Haakon IV de Noruega.
Aunque en principio los historiadores no la consideran parte de la compilación de la saga Sturlunga, normalmente se incluye en la misma por los importantes eventos de aquel momento que se detallan. Aunque no es una fuente fiable, sí proporciona interesantes evidencias para las interacciones de las fuentes escritas, memoria e identidad de Islandia bajo el gobierno de la corona noruega en el siglo XIV.